# Duplikationsprinzip
Das Duplikationsprinzip ist in der Finanzmarkttheorie ein Grundsatz, wonach auf dem Kapitalmarkt Preise oder Kurse verschiedener Handelsobjekte identisch sein müssen, wenn ihre Zahlungsströme identisch sind oder auf dem Kapitalmarkt die gleichen Zahlungsströme nachgebildet werden können wie sie beispielsweise aus Investitionen resultieren.

## Allgemeines
Duplizieren (lateinisch duplicare, „verdoppeln, doppelt zusammenlegen“) bedeutet in diesem Zusammenhang das Vorhandensein identischer Zahlungsströme verschiedener Handelsobjekte auf dem Kapitalmarkt oder die identische (synthetische) Nachbildung eines nicht auf dem Kapitalmarkt gehandelten Handelsobjekts. Tätigt beispielsweise ein Unternehmen eine Investition (etwa die Anschaffung einer Produktionsanlage), so löst diese zunächst Investitionsausgaben auf dem Investitionsgütermarkt aus, und später generiert sie durch Produktion Umsatzerlöse auf dem Gütermarkt. Beides sind Zahlungsströme in Form einer Ausgabe bzw. einer Einnahme, die auf dem Kapitalmarkt durch die dort gehandelten Handelsobjekte dupliziert werden können.
Duplizierbarkeit bedeutet, dass diese aus Investitionen resultierenden Zahlungsströme auch durch ein die Investition substituierendes Wertpapierportfolio identisch auf dem Kapitalmarkt abgebildet werden können. Das ist jedoch nicht bei jeder Marktform des Kapitalmarkts ohne weiteres der Fall.
Das Duplikationsprinzip wurde 1979 im Rahmen der von Stephen Ross und Mark Rubinstein entwickelten Optionspreistheorie erklärt.

## Marktstruktur
Zunächst ist zwischen dem vollkommenen und dem unvollkommenen Kapitalmarkt zu unterscheiden. Auf dem vollkommenen Kapitalmarkt sind sowohl Entscheidungen unter Sicherheit als auch Entscheidungen unter Unsicherheit möglich. Letztere betreffen ausschließlich die Teilmärkte des vollständigen und unvollständigen Kapitalmarkts:
```
                        ┌─────────────────────────────────────────────┐
   
vollkommener Kapitalmarkt
                         
unvollkommener Kapitalmarkt

           ┌────────────┴────────────┐
   
Sicherheit
                  
Unsicherheit

        ┌──┴──┐             ┌────────┴────────┐
   
Fisher-Separation
  vollständiger   unvollständiger
                       Kapitalmarkt    Kapitalmarkt
             <━━━━━━━>               ┌────────┴────────┐
                       <━━━━━   Competitivity-  Spanning-        ━━━━━>
                       erfüllt  Bedingung       Bedingung     nicht erfüllt
```

Die Spanning- und Competitivity-Bedingung gehören zum unvollständigen Kapitalmarkt. Werden sie beide erfüllt, liegt ein vollständiger Kapitalmarkt vor.

## Arten
Generell wird zwischen statischer und dynamischer Duplikation unterschieden:
- Statische Duplikation: Ein Indexzertifikat auf einen Aktienindex kann beispielsweise statisch dupliziert werden, indem man alle Aktien im Index zu den entsprechenden Anteilen kauft. Das Portfolio muss nur dann angepasst werden, wenn sich die Gewichtungen im Index ändern, häufig aber während der Laufzeit der Indexzertifikate bis zum Fälligkeitstag nicht.
- Dynamische Duplikation: Bei Optionen und anderen Derivaten ist jedoch eine dynamische Handelsstrategie als Duplikation notwendig, da sich der Preis einer Option nicht linear zum Preis anderer Wertpapiere entwickelt. Daher ist es notwendig, das Portfolio ständig anzupassen, damit es zumindest zum jeweiligen Zeitpunkt die preisliche Bewegung des Derivates nachvollzieht. Zur dynamischen Duplikation werden häufig Kennzahlen wie das Delta, Gamma und das Vega verwendet (siehe auch Option). Diese Kennzahlen werden für das zu duplizierende Derivat und die einzelnen Wertpapiere im Portfolio berechnet. Anschließend wird das Portfolio so zusammengestellt, dass die einzelnen Kennzahlen des Derivates und des Portfolios gleich sind. Da sich die Kennzahlen des Derivates ständig ändern, muss das Portfolio regelmäßig angepasst werden.

Das Duplikationsprinzip im weiteren Sinne ermöglicht auch die Duplizierung unsicherer Zahlungsströme (etwa bei Optionen), und die Duplizierungsstrategie hat dynamischen Charakter, so dass sie im Zeitablauf angepasst werden muss. Beim Duplikationsprinzip im engeren Sinne können lediglich sichere Zahlungsströme vorhanden sein; es handelt sich um ein statisches Modell.

## Wirtschaftliche Aspekte
Das Duplikationsprinzip dient letztlich der Bestimmung eindeutiger Preise/Börsenkurse für zukünftige Zahlungsströme in vollständigen Märkten. Sind zwei Zahlungsströme auf einem Finanzmarkt – unter der Annahme der Arbitragefreiheit – in Zukunft identisch, so haben sie den gleichen Gegenwartswert. Im Rahmen von Optionen besagt das Duplikationsprinzip, dass bei zwei verschiedenen Basiswerten, welche exakt die gleichen Zahlungsströme aufweisen, die Optionspreise zu jedem Zeitpunkt übereinstimmen müssen.
Bei einem vollständigen Kapitalmarkt kann jeder beliebige Zahlungsstrom gehandelt werden und jeder mit einer Investition verbundene Zahlungsstrom mit den auf dem Kapitalmarkt gehandelten Wertpapieren dupliziert werden. Deshalb ist auf dem vollständigen Kapitalmarkt zwingend eine universelle Duplizierbarkeit vorhanden, so dass das Unternehmensziel der Marktwertmaximierung erfüllt werden kann. Werden auf dem unvollständigen Kapitalmarkt sowohl die Competitivity- als auch die Spanning-Bedingung erfüllt, kann auch hier das Unternehmensziel der |Marktwertmaximierung erreicht werden.